# Stazione di Calalzo-Pieve di Cadore-Cortina
La stazione di Calalzo-Pieve di Cadore-Cortina rappresenta il capolinea settentrionale della Ferrovia Calalzo-Padova. Serve Calalzo di Cadore, il comune limitrofo di Pieve di Cadore e Cortina d'Ampezzo, anche se quest'ultimo comune dista circa 35 km dalla stazione; per agevolare il collegamento con "la Regina delle Dolomiti", da marzo 2020 è collegata con un servizio CortinaLink, svolto da Trenitalia e Dolomitibus. Nata col nome di Calalzo-Pieve di Cadore, mutò denominazione nel 1989.
Fra il 1925 e il 1964 presso la stazione era possibile l'interscambio con i treni che percorrevano la ferrovia delle Dolomiti.

## Storia

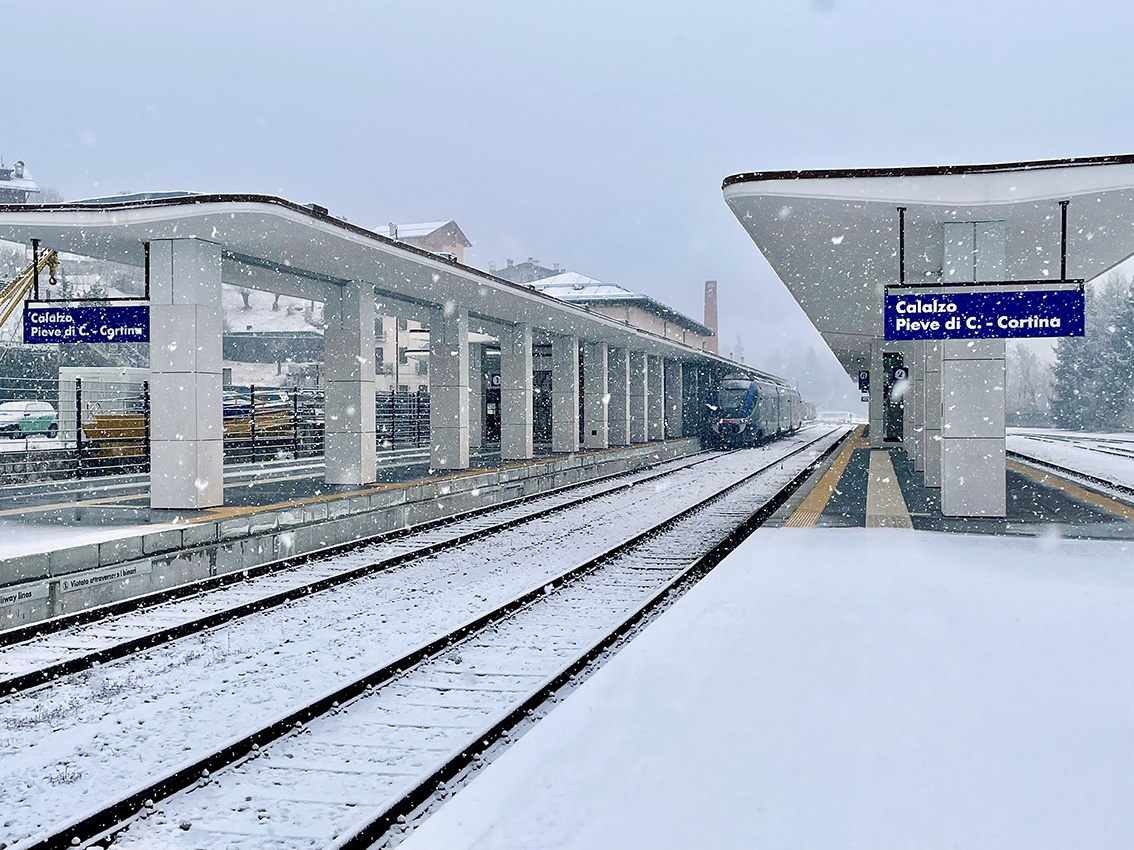
La stazione di Calalzo sotto la neve. Gennaio 2022

La stazione fu aperta nel 1914 con l'inaugurazione del tratto Perarolo-Calalzo. 
Tra il 2020 e il 2021 la stazione è stata oggetto di lavori di ammodernamento, tra cui l'innalzamento dei marciapiedi e l'installazione di ascensori, eliminando le barriere architettoniche per le persone con mobilità ridotta. Con i lavori, è stata demolita la storica biglietteria a sportello (sostituita da emettitrici self-service) creando un grande atrio che permette un accesso più rapido ai binari.

## Strutture e impianti

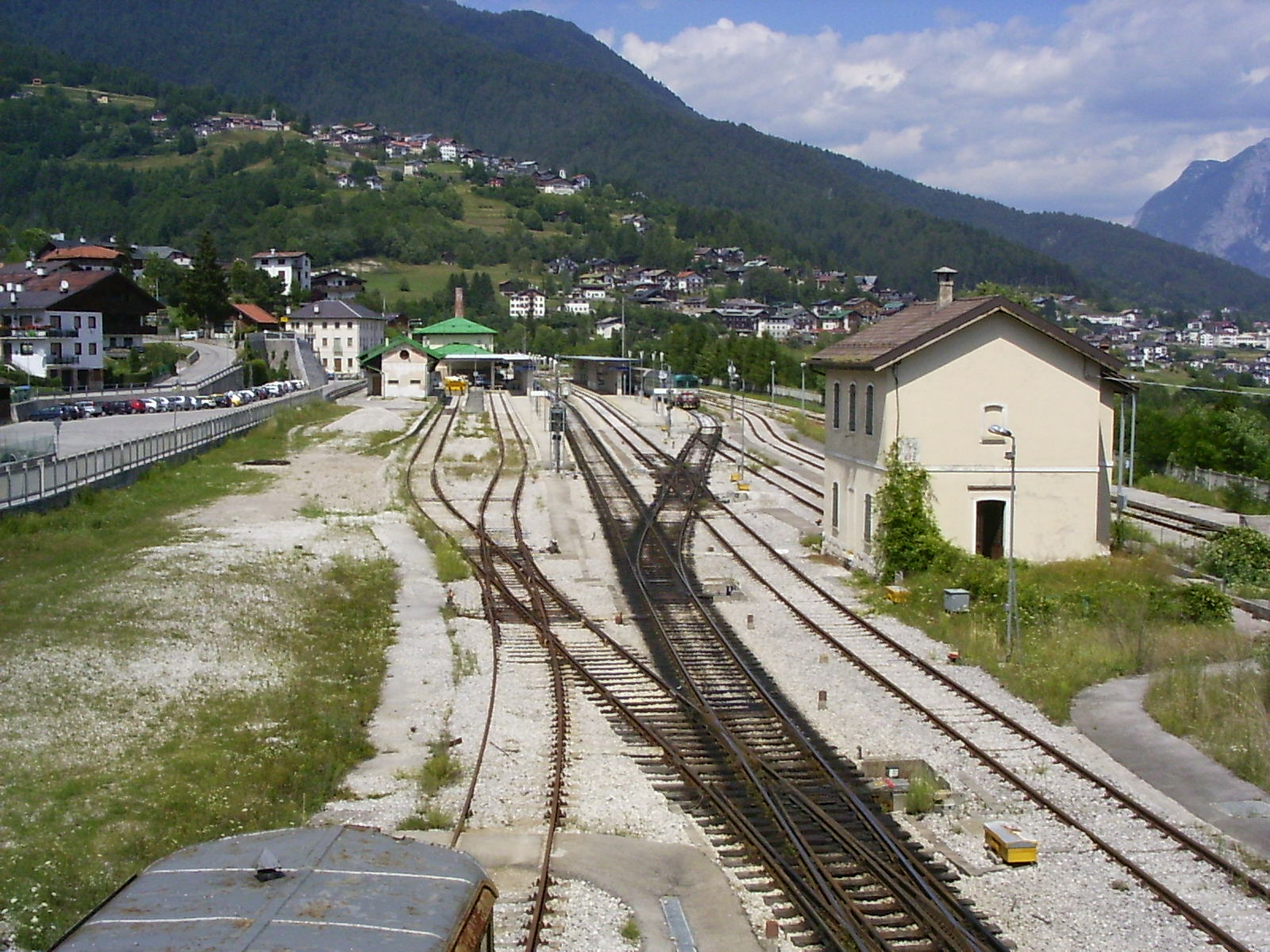
Il piazzale binari

La stazione è gestita da Rete Ferroviaria Italiana che la classifica come una stazione di tipo silver.
L'odierno fabbricato viaggiatori non è l'originale, che venne distrutto durante la guerra a causa di un bombardamento.
In passato, essendo stazione di testa e origine di diversi treni interregionali e servizio merci, era dotata di 3 binari di circolazione, 4 binari di stazionamento davanti il fabbricato viaggiatori, 2 aste giardino lato Perarolo (una principalmente usata per lo stazionamento e pulizia dei vagoni letto e una dotata di rampa per lo scarico delle autovetture dell'EXP Roma-Calalzo e stazionamento dello spalaneve), 1 asta gasolio (è presente ancora la pompa), 2 aste ridotte lato nord per lo stazionamento dei carri), 7 aste lato montagna di cui 1 necessaria per la piattaforma girevole (in disuso ma ancora presente). Inoltre, data la forte pendenza della linea ferroviaria, vi era un binario in contropendenza per evitare fughe accidentali dei rotabili (visibile ancora oggi).
L'impianto ferroviario disponeva inoltre di 1 dormitorio per i ferrovieri del personale viaggiante e un casello per i manovratori, gli uffici e spogliatoio destinati al Servizio Lavori e appartamenti per il Capostazione titolare e Dirigente Movimento e i vari aiutanti di stazione. Attualmente, alcuni locali sono stati riconvertiti e messi a disposizione del personale FS mentre altri sono attualmente in disuso.
Lato Perarolo era presente anche un Passaggio a Livello che portava verso i Laghetti di Lagole, ora soppresso e sostituito da un passaggio pedonale rialzato.

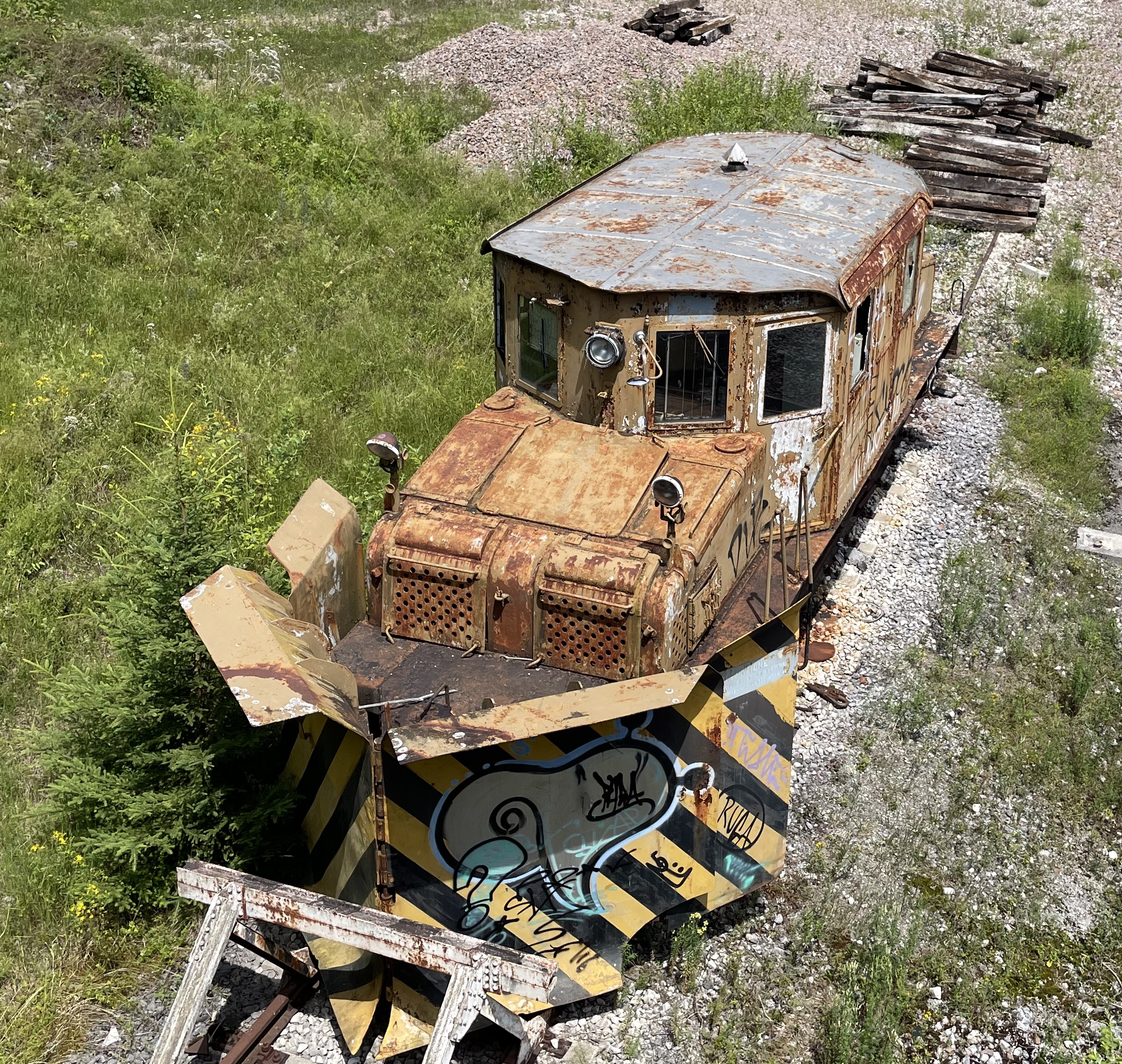
VNX, mezzo FS utilizzato in passato per lo sgombero neve, prima del restauro, accantonato lungo il fascio binari della stazione di Calalzo.

## Movimento
La stazione è servita da treni regionali svolti da Trenitalia nell'ambito del contratto di servizio stipulato con la Regione Veneto.
In passato la stazione venne servita anche da treni a lunga percorrenza quali l'espresso diurno Freccia delle Dolomiti Milano-Calalzo, attivo fino al 1999, e l'espresso notturno Roma-Calalzo con servizio auto al seguito, soppresso con il cambio orario 2011/2012.
Nel 2023 quest'ultimo servizio viene riattivato sotto l’egida della nuova società Treni Turistici Italiani, ma senza possibilità di auto al seguito.

## Cinema
La stazione ha ospitato le riprese di diversi film e sceneggiati come Il colonnello Von Ryan, Maria Zef e Fantozzi in Paradiso.

## Curiosità
Esclusa Venezia S.L., è l'unica stazione di testa tra quelle gestite della Direzione Regionale RFI di Venezia, oltre alle stazioni di Chioggia e Schio.
Nel 2004 un treno in sosta in stazione, per il mancato azionamento del freno di stazionamento da parte del personale, si mise in moto autonomamente a causa della pendenza della linea ferroviaria, senza nessuna persona a bordo. Fortunatamente il convoglio si fermò nei pressi della stazione di Castellavazzo, a causa di un piccolo dislivello in salita.
Nel 2021, a causa di un errore, la stazione cambia temporaneamente nome venendo ribattezzata in "Calalzo-Cortina-Pieve di Cadore"; questa nuova denominazione durò circa un mese, ritornando poi ad avere il nome originale Calalzo-Pieve di Cadore-Cortina.

## Interscambi
Adiacente alla stazione è presente una fermata delle autolinee extraurbane. Dalla stazione di Calalzo ci sono collegamenti diretti con Cortina, Sappada, Auronzo/Tre Cime di Lavaredo, Misurina e Passo Cimabanche. Lato strada, è presente la biglietteria a sportello di Dolomitibus.
- Fermata autobus

Tra il 1925 e il 1964 presso la stazione era possibile l'interscambio con i treni che percorrevano la ferrovia delle Dolomiti con capolinea nella stazione di Calalzo FS.